# CEFL – sezona 2009.
Central European Football League je svoje četvro izdanje imala 2009. godine. 

Sudjelovalo je osam klubova iz Austrije, Hrvatske, Mađarske, Slovenije i Srbije, a prvakom je postala momčad Beograd Vukovi.

## Sudionici
- Cineplexx Blue Devils - Hohenems
- Güssing CNC Gladiators - Stegersbach
- Zagreb Thunder - Zagreb
- Budapest Cowboys - Budimpešta
- Budapest Wolves - Budimpešta
- Ljubljana Silverhawks - Ljubljana
- Beograd Vukovi - Beograd
- Novi Sad Dukes - Novi Sad

## Ljestvica
| mj     | klub                   | ut     | pob    | por    | poen+  | poen-  |
| Sjever | Sjever                 | Sjever | Sjever | Sjever | Sjever | Sjever |
| ------ | ---------------------- | ------ | ------ | ------ | ------ | ------ |
| 1.     | Ljubljana Silverhawks  | 8      | 5      | 3      | 191    | 158    |
| 2.     | Güssing CNC Gladiators | 8      | 3      | 5      | 118    | 219    |
| 3.     | Novi Sad Dukes         | 8      | 3      | 5      | 187    | 173    |
| 4.     | Budapest Cowboys       | 8      | 3      | 5      | 182    | 212    |
|        |                        |        |        |        |        |        |
| Jug    |                        |        |        |        |        |        |
| 1.     | Cineplexx Blue Devils  | 8      | 7      | 1      | 343    | 84     |
| 2.     | Beograd Vukovi         | 8      | 7      | 1      | 296    | 167    |
| 3.     | Budapest Wolves        | 8      | 4      | 4      | 184    | 130    |
| 4.     | Zagreb Thunder         | 8      | 0      | 8      | 30     | 388    |

## Doigravanje
| mjesto        | klub1                 | rezultat      | klub2                  |
| poluzavršnica | poluzavršnica         | poluzavršnica | poluzavršnica          |
| ------------- | --------------------- | ------------- | ---------------------- |
| Hohenems      | Cineplexx Blue Devils | 70:0          | Güssing CNC Gladiators |
| Ljubljana     | Ljubljana Silverhawks | 13:28         | Beograd Vukovi         |
| CEFL Bowl     |                       |               |                        |
| Beograd       | Beograd Vukovi        | 39:20         | Cineplexx Blue Devils  |

## Poveznice i izvori
- Central European Football League
- european-league.com, CEFL 2009., rezultati  Arhivirana inačica izvorne stranice od 11. svibnja 2011. (Wayback Machine)
- european-league.com (wayback arhiva), CEFL 2009., poredak
- warriorsbologna.it, CEFL 2009.
- football-aktuell.de, CEFL 2009.